# Brief van de Korintiërs aan Paulus
De brief van de Korintiërs aan Paulus is een gefingeerde brief die door de leiding van de christelijke gemeente in Korinthe aan de apostel Paulus zou zijn geschreven. Het maakt deel uit van de apocriefen van het Nieuwe Testament en dateert uit de tweede eeuw na Christus.
Hoewel de brief van de Korintiërs als zelfstandig geschrift circuleerde onder de diverse kerkgemeenten van (met name) Klein-Azië, weten we sinds de vondst van de Handelingen van Paulus aan het einde van de negentiende eeuw dat de brief onderdeel uitmaakte van dit werk. Dat geldt trouwens ook voor de derde brief van Paulus aan de Korintiërs die een reactie van "Paulus" is aan de gemeente in Korinthe.

## Taal
De brief is geschreven in het koinè-Grieks, de algemene omgangstaal in (het oosten van) het Romeinse Rijk.

## Doel en inhoud
In de tweede eeuw rezen er problemen met betrekking tot de interpretatie van de woorden van Paulus in 1 Korinthiërs 15:50: "vlees en bloed kunnen het Koninkrijk Gods" niet beërven. Paulus lijkt hier een lichamelijke opstanding te ontkennen en door sommige heterodoxe christenen (soms van gnostische inslag) uitgelegd dat er alleen een geestelijke opstanding zal plaatsvinden. Irenaeus van Lyon (tweede eeuw), de grote ketterbestrijder, keerde zich tegen de uitleg als zou er alleen een geestelijke opstanding plaatsvinden. Hij schrijft over 1 Korintiërs 15:50: "het favoriete vers van de ketters" dat zij volgens hem volledig uit z'n context rukken. Volgens Irenaeus moet men de woorden van Paulus zien als een uitdrukkingswijze en dus niet letterlijk opvatten. Volgens hem leerde Paulus evenals de evangelisten en andere Nieuwtestamentische auteurs gewoon de lichamelijke opstanding. Omdat dit blijkbaar toch niet voldoende bleek uit de brieven van Paulus en 1 Korintiërs in het bijzonder wordt in de tweede eeuw door orthodoxe of rechtzinnige christen een zogenaamde brief van de Korintiërs aan Paulus opgesteld om hem om opheldering te vragen over de juiste leer. Op deze brief volgde dan weer de antwoordbrief 3 Korintiërs, waarin Paulus zijn leer - die aansluit bij de orthodoxe leer, namelijk de lichamelijke opstanding - uiteenzet. Het is overigens aannemelijk dat de schrijver van de brieven dezelfde persoon is als de schrijver van de rest van Handelingen van Paulus.
De leiding van de gemeente in Korinthe onder ene Stefanas schrijft dat er "twee mannen (zijn) aangekomen, Simon en Kleobius, die het geloof van sommigen door verderfelijke leringen te gronde richten." (1:2) Zij zouden leren dat "God niet almachtig is (...) de wereld niet van God is maar van de engelen" (1:10.12) en er geen "opstanding is van het vlees" (1:11) en vraagt Paulus naar diens oordeel over deze leer. Het oordeel van "Paulus" kwam in de vorm van de derde brief aan de Korintiërs waarin het de leer van Simon en Kleobius, die blijkbaar een soort gnostische dan wel docetische leer verkondigden, verwierp (zie hiervoor 3 Korintiërs).
De brief heeft - evenals 3 Korinthiërs - enige tijd deel uitgemaakt van de Armeense Bijbel.